# Зброжек, Доминик
Доминик Зброжек (пол. Dominik Zbrožek; 1 августа 1832, Самбор, Королевство Галиции и Лодомерии — 1 июля 1889, Самбор, Цислейтания) — выдающийся польский астроном, геодезист, метеоролог, педагог, организатор науки и образования, член Краковской академии наук и ремесел и региональный политик. Первый заведующий старейшей в Польше кафедры геодезии и сферической астрономии, основатель и первый руководитель астрономической обсерватории в Галиции. Чешско-польский шляхтич герба Порай.
К его заслугам также можно записать и то, что он одним из первых начал во Львове научные исследования в области геодезии. Среди его учеников были выдающиеся учёные и инженеры: профессора Ягеллонского университета в Кракове Мауриций Пий Рудзкий и Август Виктор Витковский, профессор Высшей политехнической школы (ВПШ) в Львове Плацид Здзислав Дзивинский, Северин Видт, Роман Дзеслевский и доктор Ян Эмиль Блаутг, инженеры Казимеж Скровачевский, Марцин Масленка и другие.